# Lusahowit
Lusahowit – wieś w Armenii, w prowincji Tawusz. W 2011 roku liczyła 364 mieszkańców.